# Ribnik (Bosnia ed Erzegovina)
Ribnik (in serbo cirillico: Рибник),  è una città e comune nel nord della Bosnia ed Erzegovina, sotto la giurisdizione della Repubblica Serba e parte della Regione di Banja Luka con 6.517 abitanti al censimento 2013.